# 風牙者榜壁虎
風牙者榜壁虎（學名：Cyrtodactylus phongnhakebangensis）（越語：Thằn lằn Phong Nha-Kẻ Bàng）是于2002年在越南 廣平省的風牙者榜國家公園被德國科學家發現出來的壁虎。這種爬虫动物生于石灰石，主要以昆虫為食。